# El emprendedor (2013)
El Emprendedor del Millón fue un reality en que 12 participantes de entre 18 y 50 años podrán hacer realidad su sueño y convertirse en un verdadero emprendedor. Los participantes tendrán una oportunidad única: competir para ganar $1.000.000 de pesos para poner su propia empresa y convertirse en el Emprendedor Argentino. El programa es conducido por Andy Freire, quien también forma parte del jurado junto a Ricky Sarkany y Julieta Spina.
El programa comenzó el 13 de octubre de 2013 y finalizó el 30 de diciembre del mismo año.

## Proceso
Deberán demostrar sus cualidades como emprendedores durante 12 semanas para poder hacer su sueño realidad. Sólo uno se convertirá en “El Emprendedor del Millón”. Para lograrlo deberán pasar por varios desafíos y demostrar sus cualidades como Emprendedores. 
Cada desafío implicará una ganancia económica o de conocimientos que deberá servir de capital base para realizar la siguiente consigna e ir creciendo a lo largo del programa. Tendrán en cada misión, dos objetivos: uno cualitativo y uno cuantitativo. Si los dos objetivos se cumplen los participantes mantienen su monto acumulado de dinero. Pero si uno de los desafíos no está cumplido, el monto baja de 50.000$. Por lo tanto, si los dos desafíos no se cumplen, el pozo baja de 100.000$. 
Un equipo especializado les brindará a los participantes las consignas básicas antes de salir a cumplir con el desafío propuesto para cada semana. Semana a semana los participantes deberán superar desafíos y serán evaluados por un jurado para determinar quién sigue en carrera y quien deberá dejar el programa. 
Sólo tres llegarán a la final y uno será el gran ganador.
El ganador recibirá como premio $1.000.000 pesos el monto para llevar a cabo su emprendimiento y hacer realidad su sueño.

## Emprendedores
| Posición | Nombre | Nombre                 | Edad    | Emprendimiento          | Estado                          | Nominaciones |
| -------- | ------ | ---------------------- | ------- | ----------------------- | ------------------------------- | ------------ |
| 1.º      |        | Alejandro Malgor       | 30 años | Zapatillas sustentables | Ganador de El Emprendedor       | 2            |
| 2.º      |        | Lucas Manzano          | 24 años | Simulador de riesgo     | Subcampeón de El Emprendedor    | 1            |
| 3.º      |        | Paola Silvera          | 31 años | Sex shop                | 3.ª Finalista de El Emprendedor | 2            |
| 4.º      |        | Gabriela Roberto Baró  | 31 años | Web de autos            | 4.ª Finalista de El Emprendedor | 3            |
| 5.º      |        | Carlos Avalle          | 60 años | Taxista discográfico    | 8.º Eliminado de El Emprendedor | 4            |
| 6.º      |        | Emilio Martin          | 25 años | Bicicletas intervenidas | 7.º Eliminado de El Emprendedor | 1            |
| 7.º      |        | Carla Capaccioni       | 25 años | Diseño indumentaria     | 6.ª Eliminada de El Emprendedor | 1            |
| 8.º      |        | Josefina Cuneo         | 27 años | La Pochoclera           | 5.ª Eliminada de El Emprendedor | 1            |
| 9.º      |        | Sol Pardo              | 32 años | Spa cuerpo y alma       | 4.ª Eliminada de El Emprendedor | 1            |
| 10.º     |        | Agustín Héctor Gómez   | 55 años | Mutual de lustrabotas   | 3.º Eliminado de El Emprendedor | 3            |
| 11.º     |        | María Victoria Cáceres | 21 años | Chipas originales       | 2.ª Eliminada de El Emprendedor | 1            |
| 12.º     |        | Juan Carlos Sobstil    | 54 años | Pallets reciclado       | 1.º Eliminado de El Emprendedor | 1            |

## Votaciones
|                | Gala 1          | Gala 2             | Gala 3           | Gala 4          | Gala 5          | Gala 6         | Gala 7           | Gala 8       | Gala 9 Final |
| -------------- | --------------- | ------------------ | ---------------- | --------------- | --------------- | -------------- | ---------------- | ------------ | ------------ |
| Alejandro      | Sol Juan        | Agustín Sol        | Agustín Sol      | Paola Sol       | Carlos Josefina | Carlos Carla   | Paola Emilio     | No hubo      | Ganador      |
| Lucas          | Autovoto Carlos | Victoria Sol       | Agustín Sol      | Sol Paola       | Carlos Josefina | Gabriela Carla | Gabriela Emilio  | No hubo      | Subcampeón   |
| Paola          | Agustín Juan    | Agustín Autovoto   | Agustín Carlos   | Carlos Carla    | Carla Carlos    | Gabriela Carla | Emilio Alejandro | No hubo      | 3º Puesto    |
| Gabriela       | Agustín Juan    | Agustín Victoria   | Agustín Carlos   | Carlos Autovoto | Carlos Josefina | Emilio Carlos  | Emilio Paola     | No hubo      | 4º Puesto    |
| Carlos         | Josefina Sol    | Victoria Sol       | Agustín Josefina | Carla Gabriela  | Gabriela Emilio | Gabriela Carla | Emilio Alejandro | No hubo      | 8° Eliminado |
| Emilio         | Sol Carlos      | Sol Victoria       | Sol Agustín      | Sol Carlos      | Josefina Carlos | Gabriela Carla | Gabriela Lucas   | 7° Eliminao  | 7° Eliminao  |
| Carla          | Agustín Juan    | Agustín Victoria   | Agustín Carlos   | Sol Paola       | Josefina Paola  | Carlos Emilio  | 6° Eliminada     | 6° Eliminada | 6° Eliminada |
| Josefina       | Agustín Juan    | Agustín Autovoto   | Agustín Carlos   | Emilio Carla    | Carlos Carla    | 5° Eliminada   | 5° Eliminada     | 5° Eliminada | 5° Eliminada |
| Sol            | Agustín Juan    | Agustín Autovoto   | Carlos Agustín   | Carlos Emilio   | 4° Eliminado    | 4° Eliminado   | 4° Eliminado     | 4° Eliminado | 4° Eliminado |
| Agustín        | Sol Paola       | Josefina Alejandro | Carla Sol        | 3° Eliminado    | 3° Eliminado    | 3° Eliminado   | 3° Eliminado     | 3° Eliminado | 3° Eliminado |
| María Victoria | Agustín Juan    | Autovoto Agustín   | 2ª Eliminada     | 2ª Eliminada    | 2ª Eliminada    | 2ª Eliminada   | 2ª Eliminada     | 2ª Eliminada | 2ª Eliminada |
| Juan           | Autovoto Lucas  | 1° Eliminado       | 1° Eliminado     | 1° Eliminado    | 1° Eliminado    | 1° Eliminado   | 1° Eliminado     | 1° Eliminado | 1° Eliminado |

Nota 1: En esta gala no hubo votación entre los participantes, el jurado elige a los participantes que pasan a la final y a quien expulsar.

## Total de votos
| Participante | #1 | #2        | #3        | #4        | #5        | #6        | #7        | #8        | Final         | Total de votos recibidos |
| ------------ | -- | --------- | --------- | --------- | --------- | --------- | --------- | --------- | ------------- | ------------------------ |
| Alejandro    | 0  | 1         | 0         | 0         | 0         | 0         | 2         | -         | Ganador       | 3                        |
| Lucas        | 2  | 0         | 0         | 0         | -         | 0         | 1         | -         | Subcampeón    | 3                        |
| Paola        | 1  | 1         | 0         | 3         | 1         | -         | 2         | -         | 3.ª Finalista | 8                        |
| Gabriela     | -  | 0         | 0         | 2         | 1         | 4         | 2         | -         | 4.ª Finalista | 9                        |
| Carlos       | 2  | -         | 5         | 4         | 6         | 3         | -         | -         | Eliminado     | 20                       |
| Emilio       | 0  | 0         | -         | 2         | 1         | 2         | 5         | Eliminado | Eliminado     | 10                       |
| Carla        | 0  | 0         | 1         | 3         | 2         | 5         | Eliminada | Eliminada | Eliminada     | 11                       |
| Josefina     | 1  | 2         | 1         | -         | 5         | Eliminada | Eliminada | Eliminada | Eliminada     | 9                        |
| Sol          | 4  | 5         | 4         | 4         | Eliminada | Eliminada | Eliminada | Eliminada | Eliminada     | 13                       |
| Agustín      | 6  | 7         | 9         | Eliminado | Eliminado | Eliminado | Eliminado | Eliminado | Eliminado     | 22                       |
| María        | 0  | 6         | Eliminada | Eliminada | Eliminada | Eliminada | Eliminada | Eliminada | Eliminada     | 6                        |
| Juan         | 8  | Eliminado | Eliminado | Eliminado | Eliminado | Eliminado | Eliminado | Eliminado | Eliminado     | 8                        |

## Audiencia
| Lista de Índices de audiencia | Lista de Índices de audiencia | Lista de Índices de audiencia | Lista de Índices de audiencia | Lista de Índices de audiencia | Lista de Índices de audiencia                                        | Lista de Índices de audiencia | Lista de Índices de audiencia |
| Día                           | Fecha                         | Instancia                     | Horario (UTC-3)               | Índice                        | Superó a la competencia                                              | Resultado                     | Fuente                        |
| ----------------------------- | ----------------------------- | ----------------------------- | ----------------------------- | ----------------------------- | -------------------------------------------------------------------- | ----------------------------- | ----------------------------- |
| Domingo                       | 13 de octubre                 | 1.ª Gala                      | 00:17                         | 4.0                           | Sí (a Tasadores Argentinos) No (a Resto del Mundo)                   | Segundo                       | [ 2 ]                         |
| Domingo                       | 20 de octubre                 | 2° Gala                       | 00:15                         | 3.8                           | Sí (a Tasadores Argentinos)                                          | Primero                       | [ 3 ]                         |
| Domingo                       | 27 de octubre                 | 3° Gala                       | 00:31                         | 2.8                           | Sí (a Solo para Reír, Tasadores Argentinos, TOB, Informe Oro)        | Primero                       | [ 4 ]                         |
| Domingo                       | 3 de noviembre                | 4° Gala                       | 00:13                         | 4.4                           | No (a Resto del Mundo) Si (a Tasadores Argentinos)                   | Segundo                       | [ 5 ]                         |
| Domingo                       | 10 de noviembre               | 5° Gala                       | 00:11                         | 3.9                           | No (a Resto del Mundo)                                               | Segundo                       | [ 6 ]                         |
| Domingo                       | 17 de noviembre               | 6° Gala                       | 00:21                         | 4.1                           | No (a Resto del Mundo)                                               | Segundo                       | [ 7 ]                         |
| Domingo                       | 24 de noviembre               | 7° Gala                       | 00:18                         | 3.6                           | No (a Resto del Mundo) Si (a Tasadores Argentinos)                   | Segundo                       | [ 8 ]                         |
| Domingo                       | 1 de diciembre                | 8° Gala                       | 00:17                         | 4.1                           | No (a Resto del Mundo) Si (a Tasadores Argentinos, TOB)              | Segundo                       | [ 9 ]                         |
| Domingo                       | 8 de diciembre                | 9° Gala                       | 00:18                         | 3.6                           | No (a Premios Abanderados)                                           | Segundo                       | [ 10 ]                        |
| Domingo                       | 15 de diciembre               | 10° Gala                      | 00:12                         | 2.3                           | No (a Resto del Mundo) Si (a Informe Oro)                            | Segundo                       | [ 11 ]                        |
| Domingo                       | 22 de diciembre               | 11° Gala                      | 00:40                         | 2.7                           | Si (a Tasadores Argentinos, TOB, Informe Oro) No (a Resto del Mundo) | Segundo                       | [ 12 ]                        |
| Domingo                       | 29 de diciembre               | 12° Gala - Final              | 00:34                         | 2.4                           | Si (a Tasadores Argentinos, TOB) No (a Resto del Mundo)              | Segundo                       | [ 13 ]                        |

     Gala más vista

     Gala menos vista